# Scirpophaga auristrigellus
Scirpophaga auristrigellus är en fjärilsart som beskrevs av George Francis Hampson 1895. Scirpophaga auristrigellus ingår i släktet Scirpophaga och familjen Crambidae. Inga underarter finns listade i Catalogue of Life.